# Will Ramos
William "Will" Ramos (Nova Jersey, 1 de junho de 1994) é um cantor americano, vocalista da banda de deathcore Lorna Shore.

## Infância
Will Ramos cresceu em uma pequena cidade em Nova Jersey, perto da cidade de Nova York, e continuou a viver lá até a idade adulta. Ele é descendente de porto-riquenhos. Ele tem três meias-irmãs, todas com 15 anos ou mais de diferença de idade em relação a ele.
Ramos cresceu tocando música e diz que aprendeu gritos e vocais ásperos por volta dos quatorze anos, imitando a música heavy metal de que gostava. Ele atribui seu interesse inicial por música mais pesada a amigos que o apresentaram a bandas como Bullet for My Valentine, Lamb of God e Whitechapel. Ramos citou como influências as bandas Infant Annihilator e All Shall Perish e atribui às suas tentativas de imitar os vocalistas Dan Watson, do Enterprise Earth, e Eddie Hermida, do Suicide Silence, o fato de tê-lo ajudado a aprender a fazer vocais agudos.

## Carreira
Por volta de 2014 ou 2015, Will Ramos começou a se apresentar com sua primeira banda, o grupo de metalcore Secrets Don't Sleep. Mais tarde, ele se juntou à banda de deathcore A Wake In Providence, que saiu em turnê com Lorna Shore antes de Ramos se juntar à banda. Ele também trabalhou na indústria cinematográfica como freelancer. Quando se juntou ao Lorna Shore em 2020, Ramos era vocalista da banda de metalcore A Monument of a Memory e da banda de death metal Euclid.

### Lorna Shore
Ramos se apresentou pela primeira vez com Lorna Shore em março de 2020 como substituto de CJ McCreery na turnê europeia da banda com Decapitated, Beyond Creation, Ingested e Viscera. A turnê acabou sendo interrompida devido à pandemia de COVID-19. Pouco depois de Ramos entrar em turnê com o grupo em março, a banda decidiu gravar um EP com ele. O guitarrista de Lorna Shore, Adam De Micco, explicou mais tarde que a banda decidiu fazer um EP de três músicas com Ramos "para ver como seria a adaptação", o que levou a ...And I Return to Nothingness.
Em junho de 2021, a banda anunciou que Ramos ingressaria como vocalista permanente do grupo, e lançou o primeiro single e videoclipe do EP, "To The Hellfire". "To the Hellfire" se tornou um sucesso viral para a banda, alcançando a posição número 4 no Top 10 do Spotify Viral Chart. Posteriormente, foi eleita "Canção do Ano de 2021" por Loudwire, que descreveu "a performance vocal totalmente absurda de Will Ramos, carregada de gritos agudos de pesadelo e um grito de porco que incendiou a Internet".
Lorna Shore lançou Pain Remains em 14 de outubro de 2022. É o quarto álbum de estúdio da banda e o primeiro a contar com Ramos como vocalista. Ramos foi o letrista de ambos ...And I Return to Nothingness e Pain Remains.

### Vocais convidados
Em novembro de 2021, Ramos fez vocais convidados para uma versão revisada da faixa "Lifeblood", da Brand of Sacrifice. Em fevereiro de 2023, Ramos fez vocais convidados em "Heritage" da banda holandesa de deathcore Distant. Em março de 2023, Ramos foi vocalista convidado na música "Trag3dy" do álbum Void Eternal do cantor nothing,nowhere. Ramos cantou uma música chamada "Leviathan", lançada em março de 2023 como conteúdo para download para o videogame rítmico de tiro em primeira pessoa 2022 Metal: Hellsinger.

### Outros projetos
Ramos se juntou a Elizabeth Zharoff em vários vídeos em seu canal no YouTube, "The Charismatic Voice". Em um deles, Ramos executa vocais ásperos enquanto é submetido a uma laringoscopia para fornecer informações sobre os movimentos anatômicos que produzem os vários sons de rosnados, gritos e guinchos que ele usa em sua música.
Ramos publica periodicamente no YouTube apresentações de uma tomada das músicas de Lorna Shore, bem como covers vocais de músicas de músicos como Sleep Token, Chelsea Grin e Spiritbox.
Ramos se juntou a um grupo de outros vocalistas de deathcore em um projeto de supergrupo originalmente intitulado The Big Six, e mais tarde renomeado para Project: Vengeance. O grupo, composto por Ramos, Taylor Barber de Left to Suffer, Dickie Allen de Infant Annihilator, Darius Tehrani de Spite e Tyler Shelton de Traitors, lançou seu single de estreia "Cut. Bleed. Repeat". em março de 2023, e a continuação "Vessel" em julho de 2023.

## Discografia
Lorna Shore
- ...And I Return to Nothingness (EP, 2021)
- Pain Remains (2022)

Project: Vengeance
- "Cut. Bleed. Repeat." (single, março de 2023)
- "Vessel" (single, julho de 2023)

Euclid
- Euclid (EP, 2020)
- Exsomnis (2021)

A Wake in Providence
- The Imperfect: Iconoclast (EP, 2016)
- A Darkened Gospel (EP, 2017)
- Insidious: Phase II (2017)

Participações especiais
- 2015: "Find Me Guilty" (com Secrets Don't Sleep)
- 2015: "Anomaly" (com Secrets Don't Sleep)
- 2015: "Still Standing" (com Secrets Don't Sleep)
- 2016: "Thanatophobic" (com Monument of a Memory)
- 2017: "The Void" (com Deathsinger)
- 2017: "History of a Drowning Boy" (com Cranely Gardens)
- 2018: "Comatose" (com Monument of a Memory)
- 2018: "The Extermination Process" (com Gravewalker)
- 2018: "Ocean of Illusions" (com Ocean of Illusions)
- 2018: "Repeat" (com The Fallen Prodigy)
- 2019: "Damned" (com Sold Soul)
- 2021: "Lifeblood" (com Brand of Sacrifice)
- 2021: "400" (com Beyond Deviation)
- 2022: "Victorious When the Devil Failed" (com Monument of a Memory)
- 2022: "Anabolic Spudsman" (Thique edition; com Bilmuri)
- 2022: "Torture Congregation" (com Semi-Rotted)
- 2023: "Heritage" (com Distant)
- 2023: "Leviathan" (com Metal: Hellsinger)
- 2023: "Trag3dy" (com nothing,nowhere.)